# Melbourne shuffle
El Melbourne shuffle es una danza rave que se originó en la escena rave de Melbourne a finales de la década de 1980.
Generalmente realizado con música electrónica, la danza fue popular a partir de 1992. Los movimientos de la danza involucran un rápido movimiento de talón y dedo del pie o paso T, combinado con una variación del running man junto con un movimiento correspondiente de brazo. La danza es improvisada e implica "mover repetidamente los pies hacia adentro, luego hacia afuera, mientras levantas y bajas los brazos, o de lado a lado, al ritmo de la música". Otros movimientos pueden incorporarse, incluyendo giros de 360 grados, saltos y deslizamientos. Los clubes populares de Melbourne durante la época de auge de la danza incluyeron The Mansion, Fantasia, Charlton's en China town Hard Kandy, Bubble, Xpress en Chasers, Heat, Mercury Lounge, Viper, Two Tribes en Chasers y PHD. Las primeras fiestas de baile techno de Melbourne, Biology, Hardware y Every Picture Tells A Story, fueron populares entre los innovadores del Melbourne Shuffle.
En 2009, el grupo de hard dance alemán Scooter presentó a los bailarines Pae (Missaghi Peyman) y Sarah Miatt realizando el Melbourne shuffle en las calles de Melbourne (Australia) en el video musical de su sencillo J'adore Hardcore.
En 2014, investigadores de la Universidad Brown nombraron un nuevo algoritmo de seguridad informática en honor al Melbourne shuffle. El algoritmo elimina las huellas del acceso de los usuarios en los servidores en la nube al mezclar la ubicación de los datos en esos servidores.

## Reino Unido y Países Bajos
Mientras que el Melbourne shuffle se hacía popular en Australia, en el Reino Unido crecía un estilo diferente de shuffle que llegaría a conocerse como "cutting shapes" para 2012. El término coloquial adoptado para el estilo de shuffle del Reino Unido "cutting shapes" se ha popularizado y categorizado como un subgénero de la danza shuffle en la actualidad. Aunque se considera que el "cutting shapes" es una forma de danza shuffle, difiere considerablemente en estilo, técnica e historia del Melbourne shuffle.

## Técnica

Paso T

Running Man a cámara lenta

Los movimientos de danza subyacentes implican el paso T, combinado con una variación del running man. La danza es improvisada e implica "mover repetidamente los pies hacia adentro, luego hacia afuera, mientras levantas y bajas los brazos, o de lado a lado, al ritmo de la música". También se incorporan giros de 360 grados, saltos y deslizamientos. A menudo se asocia con otro estilo de danza, el "cutting shapes".
Algunos bailarines esparcen talco o aplican líquido al suelo debajo de sus pies para ayudarles a deslizarse más fácilmente.
El Melbourne Shuffle era más que simplemente el movimiento fácil de lado a lado que era fácil de copiar para los bailarines. El trabajo de pies giratorio derivado de Wing Chun y la danza se desarrolló como una forma de practicar el combate, la danza original tiene más estabilidad, equilibrio y potencia